# Gabdulkhay Khuramovich Akhatov

Giáo sư Gabdulkhay Khuramovich Akhatov

Gabdulkhay Khuramovich Akhatov  (tiếng Nga: Габдулхай Хурамович Ахатов) (1927 – 1986) là một nhà khoa học, Đông Phương học, ngôn ngữ học người Nga.
Lĩnh vực nghiên cứu: đông phương học, nhóm ngôn ngữ Turk, hệ ngôn ngữ Altai, tiếng Tatar.
Góp phần hình thành và phát triển của các thổ ngữ Turkic, từ điển học.
Nhà khoa học này là tác giả của hơn 200 bài báo khoa học và chuyên khảo.
Ông là người tổ chức và lãnh đạo của một số cuộc thám hiểm khoa học.
Giáo sư Gabdulkhay Khuramovich Akhatov là một polyglot - ông biết hơn 20 ngôn ngữ.